# ただすけ
ただすけ（本名・鈴木正将〈すずき ただすけ〉、1975年5月5日 - ）は、日本のピアノ、キーボード、アコーディオン、フルート、ピッコロなどの楽器演奏者、作曲家、編曲家。
血液型はO型、東京都江戸川区在住。
4歳の頃からピアノ・作曲・編曲を学ぶ。母親はピアノ教室の先生。高校時代は吹奏楽部に所属。
専門学校東京コンセルヴァトアール尚美 作曲部門現代音楽専攻（現・専門学校東京ミュージック&メディアアーツ尚美 アレンジ・作曲学科ポピュラーミュージックコース）卒業。

## 略歴
- 1988年 - カワイ音楽コンクール入賞（ピアノ部門Bコース城東地区予選）。
- 1988年 - 第4回江戸川区新人演奏会オーディション合格・出演（第1部門ピアノ）。
- 1988年 - モスクワグネーシン音楽学校にピアノ短期留学。
- 1991年 - 吹奏楽の名門・関東第一高等学校に入学、吹奏楽部でフルートとピッコロを担当し、1993年には全国大会金賞を受賞。
- 1991年 - カワイ音楽コンクール入賞（ピアノ部門Aコース東京大会）。
- 1991年 - 日本音楽舞踊会議「Compositions 91」にピアニストとして出演。
- 1994年 - 専門学校東京コンセルヴァトアール尚美 作曲部門現代音楽専攻入学。
- 1994年 - 江戸川文化センター大ホール「X'mas ふれあいコンサート」編曲助手をつとめる。
- 1997年 - SMAPの夏のコンサートツアー「ス」でキーボーディストとしてプロデビュー。
- 2003年 - ポルノグラフィティのライブにサポートメンバーとして参加（ - 2007年）
- 2007年 - 高見沢俊彦ソロツアー"Kaléidoscope 〜天使の狂宴〜"にキーボーディストとして参加。以降、2013年までのすべての公演に参加。THE ALFEEの秋ツアー"AUBE 2007 天河の舟"のアリーナツアー（日本ガイシホール、日本武道館、大阪城ホール）にスポット参加。
- 2008年 - THE ALFEEの"AUBE2008 RENAISSANCE"ツアーより正式サポートメンバーとして参加。

## ライブ・コンサート参加
| - 岩代太郎 - in〜fee?el - 植草克己 - 神奈延年 - 城南海 - 串田アキラ - Clacks - Klaha - Gravity - 劇団四季 - 香寿たつき - 堺正章 - サザーランド - the sad sad planet | - 佐藤アツヒロ - 佐藤ひろこ - Salia - SILVA - 茂森あゆみ - SMAP - 宝塚歌劇団星組 - 竹内正実 - 田中秀基 - NAOTO - 渚あき - 野沢香苗 - 葉加瀬太郎 | - 藤原道山 - 堀江美都子 - ポルノグラフィティ - 松本哲也 - MARUCO - 水木一郎 - 溝口肇 - 南里沙 - 宮村優子 - 森岡万貴 - 山本淳一 - 横須賀ゆめな - YKZ - 高見沢俊彦 - THE ALFEE |

## レコーディング参加
| - 岩代太郎 - in〜fe?el - 宇宙戦隊NOIZ - KinKi Kids - Klaha - 佐藤ひろこ - the sad sad planet - サントリー「北杜」 - Jenny01 - Snake - 林ゆうき | - 竹内正実 - Chiaki - TEAM-NACS - DEPAPEPE - Dir en grey - NAOTO - バンダイナムコグループ『テイルズ オブ レジェンディア』『今日からマ王!』『THE IDOLM@STER』『BLUE PROTOCOL』 - 野沢香苗 - 平井堅 - 橘麻美 | - 平絵里香 - PlayStation 2 - 堀江由衣 - ポルノグラフィティ - ザ・マスミサイル - 丸山和範 - 溝口肇 - 森岡万貴 - eufonius - YKZ |

## アレンジ・監修
- in〜fee?el
- 城南海
- KinKi Kids
- Klaha
- 佐藤ひろこ
- サントリー「北杜」
- 竹内正実
- NAOTO
- 平絵里香
- 森岡万貴
- YKZ
- NHK教育テレビ2003年度外国語講座PR曲「ヴァージョンアップ。」
- フジテレビ・新春かくし芸大会2002「テルミンプラトニックオーケストラ」

## CM・テレビ・舞台などへの曲提供
- アクアマリン福島
- 奥羽大学
- NHK教育テレビ2003年度ロシア語会話エンディングテーマ「みつめた先」
- NHKラジオロシア語講座
- NTT
- カルビー
- 紀伊國屋
- キヤノン
- 銀座博品館劇場テーマソング
- クリナップ
- 日本たばこ産業
- セガトイズ
- タカラ
- 中国電力
- 東京電力
- トミー
- ハートフォード生命
- 富士フイルム
- MAXY
- メルシャン
- ミュージカル『憂国のモリアーティ』
- ミュージカル『憂国のモリアーティ』Op.2 -大英帝国の醜聞-

## TV出演
- 2003年4月-2004年3月 - NHK教育テレビ2003年度ロシア語会話（生徒役）
- 2006年9月23日 - テレビ朝日 ミュージックステーション
- 2006年10月23日 - フジテレビ のだめカンタービレ（テレビドラマ）（中村の伴奏者役）
- 2006年11月29日 - 日本テレビ 1億3000万人が選ぶ!ベストアーティスト
- 2006年12月23日 - 日本テレビ ナイナイサイズ!
- 2007年3月11日・18日 - テレビ朝日 題名のない音楽会
- 2007年7月6日 - フジテレビ 僕らの音楽
- 2007年7月13日 - 日本テレビ 音楽戦士 MUSIC FIGHTER
- 2007年7月20日 - NHK総合 MUSIC JAPAN
- 2007年8月13日 - TBS 月光音楽団
- 2008年1月1日 - テレビ神奈川 主役はYOU・友・遊
- 2008年1月5日 - 千葉テレビ 主役はYOU・友・遊
- 2008年3月8日 - フジテレビ MUSIC FAIR 21
- 2008年3月14日 - テレビ朝日 ミュージックステーション
- 2009年5月8日 - テレビ朝日 ミュージックステーション

## その他
- 2005年 - シマンテック社店頭配布フリーペーパー「シマンテックタイムス」
- 2007年 - キーボード・マガジン8月号（Live Keyboard Settingのページ）

## 使用機材
シンセサイザー
- ヤマハMOTIF XS8
- ヤマハMOTIF XS7
- ヤマハMOTIF ES8
- ヤマハMOTIF ES7
- ローランド V-Synth GT
- カーツウェル K2600X
- カーツウェル K2661
- カーツウェル PC88
- Nord Leard 2
- コルグ BX-3
- ヤマハ WX5

ラック
- カーツウェル K2500R
- ローランド JV
- MOTU828
- emi2/6

アコーディオン
- EXCELSIOR 311
- ローランド FR-3s

鍵盤ハーモニカ
- スズキ PRO-37 V2

フルート
- Pearl PFA-201
- ヤマハ YFL-884
- ヤマハ YFL-281

ピッコロ
- Philipp Hammig（モデル不明）

マイク
- SM58

マトリョミン
- Mandarintheremin model 83